# Nationaal park Selkämeri
Nationaal park Selkämeri (Fins: Selkämeren kansallispuisto/ Zweeds: Bottenhavets nationalpark) (Nederlands (letterlijk): Botnische Zee) is een nationaal park in Varsinais-Suomi en Satakunta in Finland. Het park werd opgericht in 2011 en is 913 vierkante kilometer groot. Het strekt zich uit langs een kuststrook van 160 km lang tussen Kustavi en Merikarvia. Het landschap bestaat voor 98% uit zee, water en eilandjes. In het park leeft onder andere grijze zeehond en aalscholver.